# Спікер Сейму Республіки Польща
Маршалок Сейму Республіки Польща також Спікер Сейму (пол. Marszałek Sejmu Rzeczypospolitej Polskiej) — депутат польського Сейму, який є найвищим представником нижньої палати польського парламенту, охороняє права та гідність Сейму Республіки Польща та керує його роботою.

## Вибір
Він обирається з-поміж депутатів на першому засіданні Сейму. Після того, як депутати склали присягу, старший маршалок проводить вибори маршалка Сейму. Кандидатуру може запропонувати група з 15 депутатів, обрання здійснюється абсолютною більшістю голосів шляхом поіменного голосування. Якщо жоден із кандидатів не набирає необхідної більшості, то проводиться повторне голосування, при якому зі списку кандидатів виключається кандидат, який набрав найменшу кількість голосів. Після обрання маршала обираються його заступники — підмаршали.
У разі смерті або відставки Маршала Сейму його обов’язки згідно з Регламентом Сейму виконує найстарший за віком віцемаршалок Сейму до обрання нового маршалка.

## Обов'язки
- представляє Сейм,
- скликає засідання сейму,
- головує на сесіях Сейму, Національних Зборів, а також на всіх спільних засіданнях Сейму і Сенату,
- контролює хід і своєчасність роботи Сейму та його органів,
- керує роботою Президії Сейму та головує на його засіданнях,
- скликає Конвент старших і головує на його сесіях,
- проводить законодавчі та резолюційні ініціативи, пропозиції державних органів і петиції, адресовані Сейму після консультації з Президією Сейму,
- займається питаннями відносин між Сеймом і парламентами інших країн,
- наглядає за миром і порядком на всій території, що належить сейму, і видає відповідні розпорядження, включно з використанням у разі потреби маршальської варти,
- надає розпорядженням статут Канцелярії Сейму,
- встановлює проект бюджету Канцелярії Сейму,
- призначає дату президентських виборів,
- заміщає Президента Республіки Польща до вступу Президента на посаду у разі:
  - невступ на посаду новообраного Президента у зв'язку з відмовою від присяги або визнання виборів недійсними,
  - тимчасова нездатність президента обіймати посаду (на підставі повідомлення глави держави або рішення Конституційного трибуналу),
  - пред'явлення обвинувачення Президенту в Державному Трибуналі,
  - закінчення строку повноважень Президента до закінчення строку повноважень - внаслідок:
    - смерть президента,
    - відставка Президента офісу,
    - усунення Президента з посади рішенням Державного Трибуналу,
    - визнання 2/3 від законної кількості депутатів Національних Зборів постійної нездатності Президента обіймати посади за станом здоров'я.

Маршал Сейму тимчасово, до обрання нового Президента Республіки Польща, виконує обов’язки Президента Республіки (якщо він не може приступити до виконання обов’язків, ці обов’язки переходять до Маршала Сенату),
- разом з маршалом сенату висловлює думку про скорочення президентом терміну повноважень парламенту,
- має право звернутися до Конституційного суду для перевірки конституційності нормативного акта та вирішення спору про повноваження,
- дає свою думку щодо законопроекту, який має намір підписати Президент Республіки Польща, виключаючи положення, визнані Конституційним трибуналом такими, що не відповідають Конституції,
- має право здійснювати попередню перевірку законодавчих ініціатив на предмет їх відповідності закону,
- приймає рішення про зменшення розміру добових або винагороди депутата,
- має виключне право вимагати звільнення Уповноваженого з прав людини (у разі його відставки, в інших випадках це право також надається групі з не менше 35 депутатів),
- пропонує кандидатуру Голови Вищої контрольної палати,
- за погодженням з відповідними органами призначає:
  - голова Канцелярії Сейму та його заступники,
  - віцепрезиденти та члени колегії Вищої контрольної палати,
  - Головний інспектор праці та його заступник,
  - Рада охорони праці,
- оприлюднює єдині тексти законів.

## Звернення

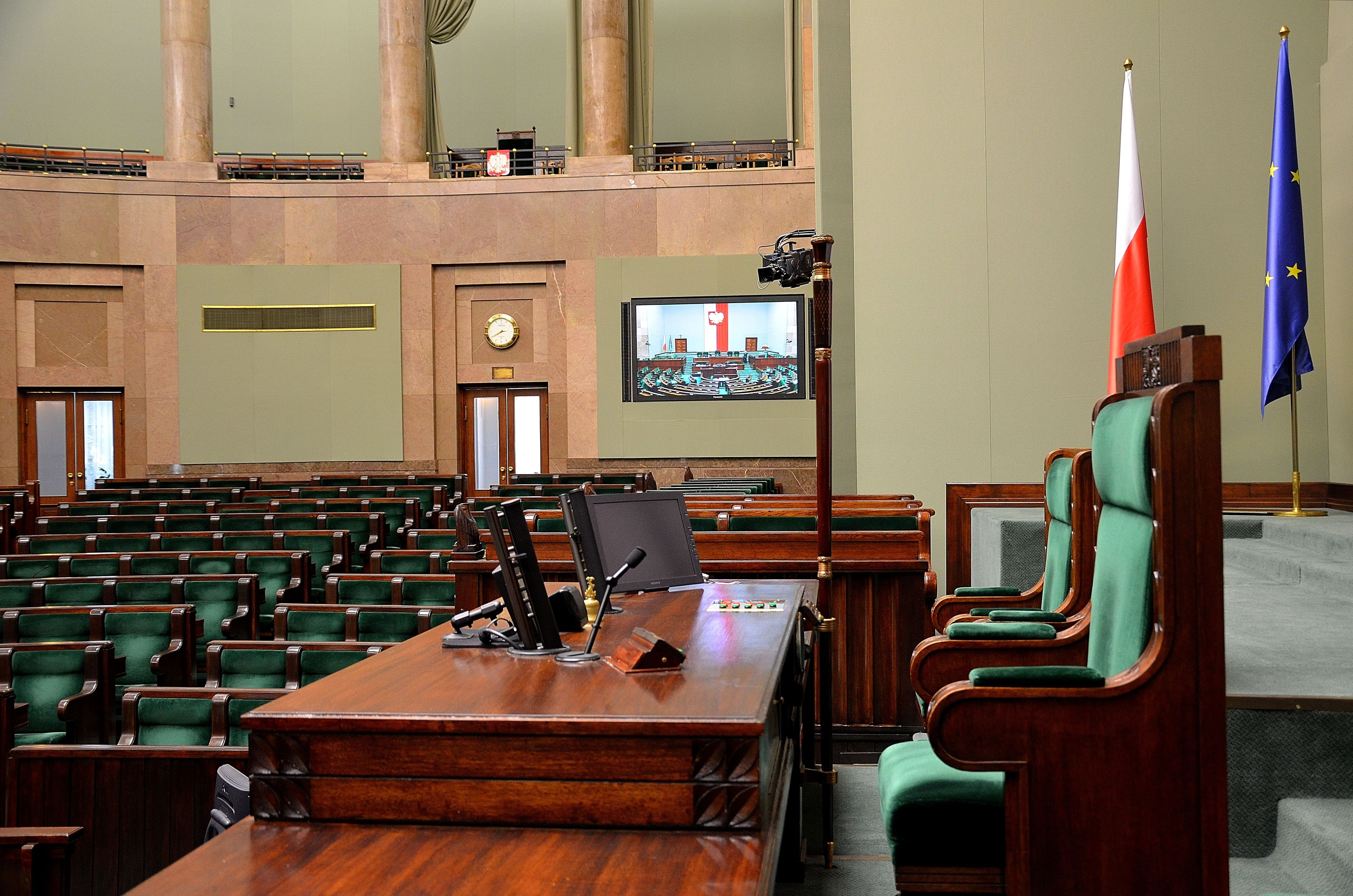
Крісло спікера в сесійній залі Сейму

Маршал Сейму може бути звільнений з посади за поданням щонайменше 46 депутатів, у якому поіменно буде зазначено кандидата на його наступника. Голосування проводиться абсолютною більшістю голосів за наявності не менше половини від визначеної законом кількості депутатів і проводиться одним бюлетенем. У разі внесення кількох пропозицій про звільнення вони розглядаються разом, але ставляться на голосування окремо в порядку їх внесення. У разі схвалення однієї з пропозицій інші не підлягають голосуванню. Пропозиція розглядається та ставиться на голосування на наступному засіданні Сейму, яке має відбутися через сім днів після її внесення, але не пізніше ніж протягом 45 днів від дати внесення подання.

## Маршал і віцемаршалки Х скликання (2023 -)
Маршал:
- Шимон Головня (Польща 2050-ТШ) – з 13 листопада 2023 р. по 13 листопада 2025 р.
- Влодзімєж Чажастий (Нова лівиця) – з 13 листопада 2025 р. до кінця каденції. [3]

Заступники маршала:
- Кшиштоф Босак (Конфедерація) з 13 листопада 2023 р.
- Дорота Недзела (Громадянська коаліція)  з 13 листопада 2023 р.
- Моніка Веліховська (ГК) з 13 листопада 2023 р.
- Влодзімєж Чажастий (Нова лівиця) з 13 листопада 2023 р.
- Пьотр Згожельскі (ПСП-ТШ) з 13 листопада 2023 р.
- - (ПіС) [4]

## Маршал і віцемаршалки IX скликання (2019-2023)
Маршалкині:
- Ельжбета Вітек (ПіС) з 12 листопада 2019 року

Заступники маршала:
- Влодзімєж Чажастий (СЛД - Лівиця) від 12 листопада 2019 р., до 13 листопада 2023
- Малгожата Госевська (ПіС) з 12 листопада 2019 року, до 13 листопада 2023
- Малґожата Кідава-Блонська (ГП - ГК) від 12 листопада 2019 р., до 13 листопада 2023
- Ришард Терлецький (ПіС) з 12 листопада 2019 року, до 13 листопада 2023
- Пьотр Згожельскі (ПСП - КП) з 12 листопада 2019 року, до 13 листопада 2023

## Маршальські тростини

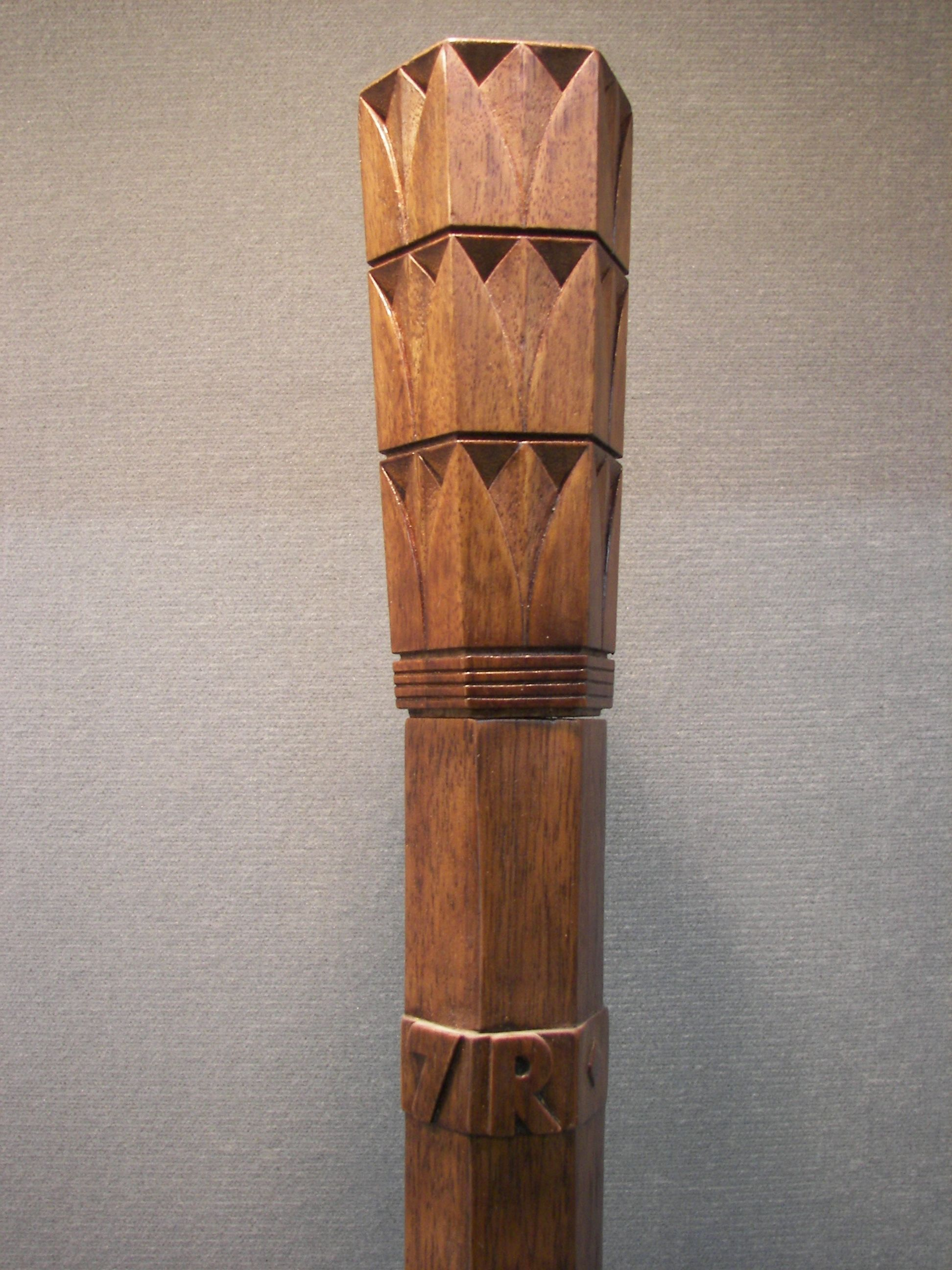
Головна тростина Голови Сейму Республіки Польща
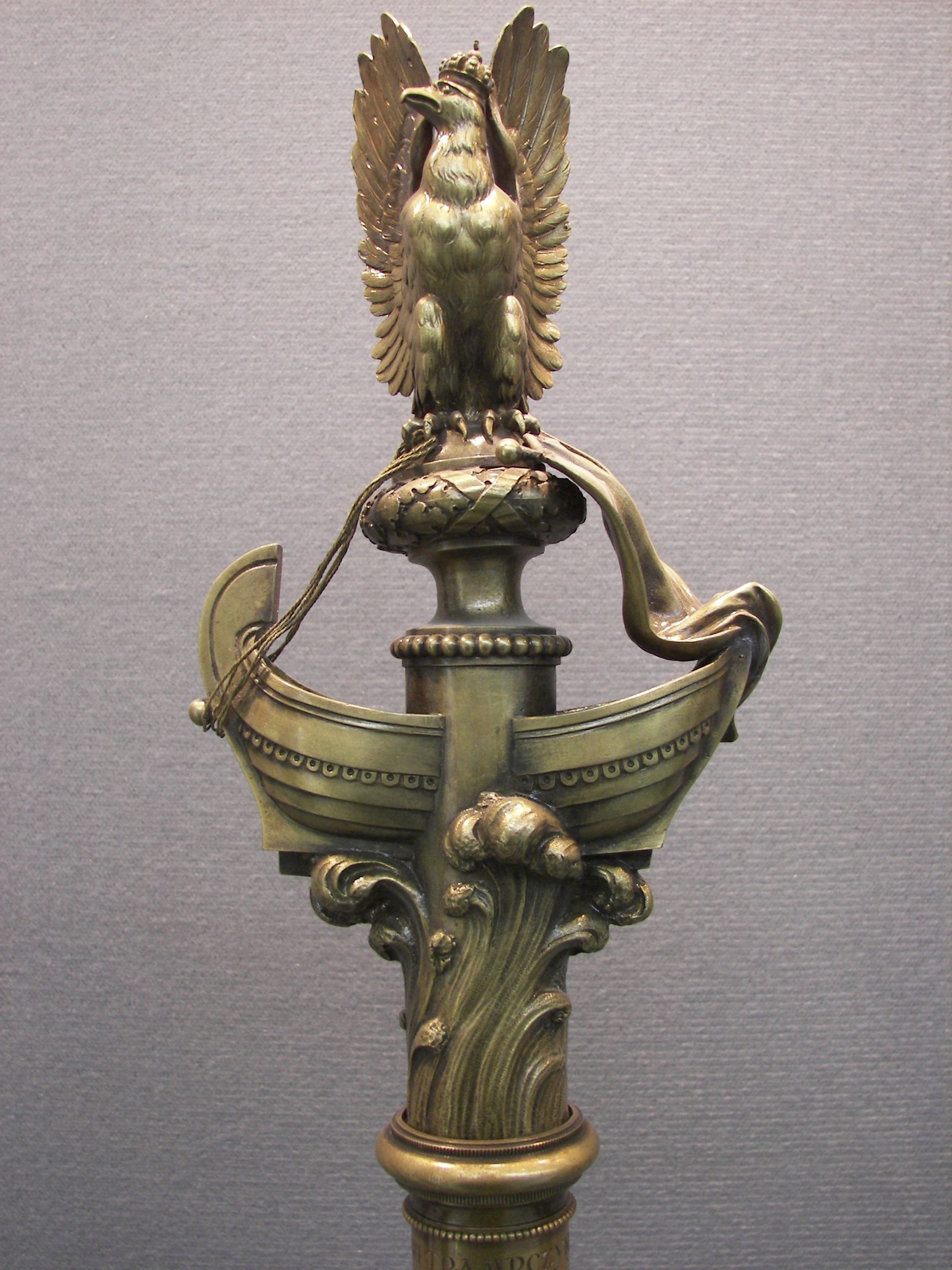
Головна тростина Войцеха Тромпчинського, маршалка законодавчого сейму 1919–1922. Виконано Товариством братів Лопєнських за проектом Юзефа Смолінського (1921 р.)
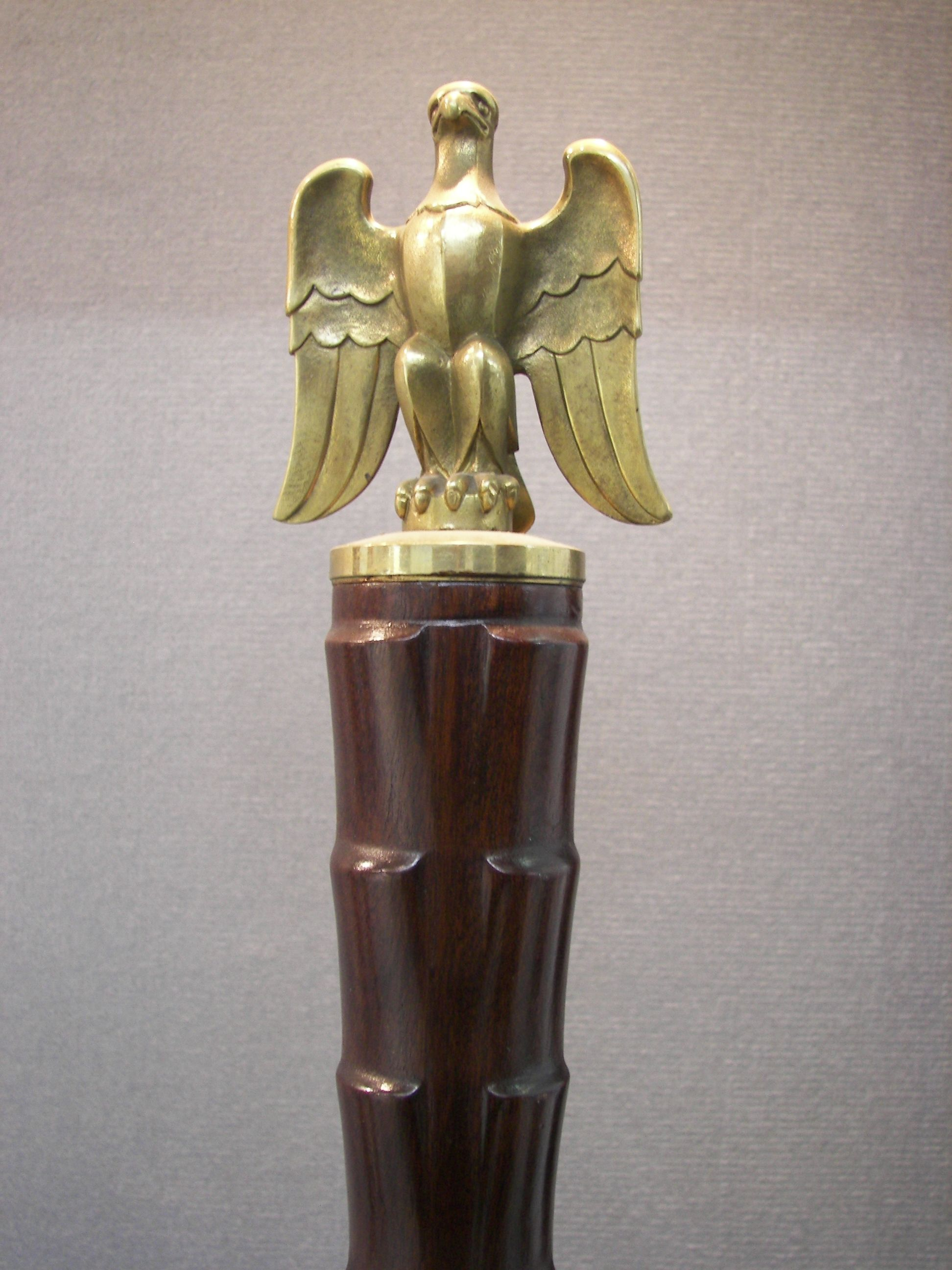
Головна маршальська тростина Сейму, якою користувалися у 1989–1993 роках. Дизайн Вацлава Войцеховського та Тадеуша Лопєнського, 1971 р.

## Виноски
1. ↑  жіночий рід: Маршалкіня Сейму Респибліки Полща
2. ↑  Art. 10a Regulamin Sejmu Rzeczypospolitej Polskiej.
3. ↑  Згідно з коаліційною умовою, підписаною 10 листопада 2023 року, посада маршалка Сейму Х скликання є ротаційною.
4. ↑  За партією «Право та справедливість» закріплено право висування підмаршалка, але кандидатка від партії Ельжбета Вітек не отримала підтримку депутатів Сенату.